# Seine-Maritime
Seine-Maritime ( fransk udtale ?) er et fransk departement i regionen Normandie. Hovedbyen er Rouen, og departementet har 1.239.138 indbyggere (1999).
Der er 3 arrondissementer, 35 kantoner og 710 kommuner i Seine-Maritime.